# Cyklika

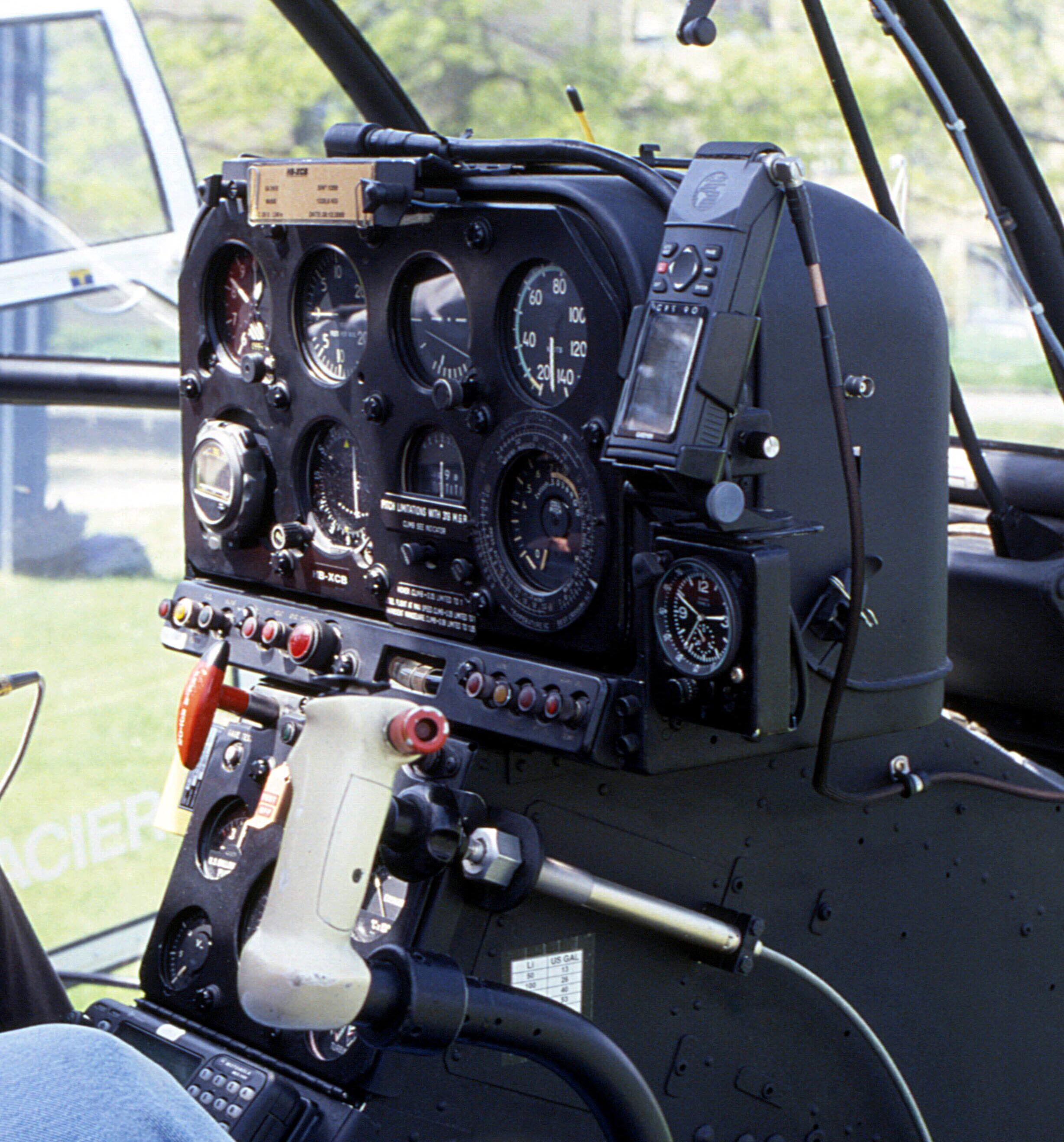
Řídící páka

Cyklika (také páka cyklického řízení) je nejdůležitější ovládací prvek vrtulníku. Touto pákou se ovládá směr tahu hlavního rotoru. U některých vrtulníků se cyklikou naklání celý rotor, ale většinou se jí mění periodicky a nesouhlasně úhel náběhu listů tak, aby se na jedné straně oběžné kružnice zvětšením úhlu náběhu a s tím souvisejícím zvýšením vztlaku listy zvedaly vzhůru a na opačné straně oběžné kružnice zmenšením úhlu náběhu a snížením vztlaku vychylovaly dolů (také se tomu říká křidélkování). Konce listů se potom pohybují po sinusoidě. Tímto způsobem je vytvořena iluze naklonění roviny hlavního rotoru.